# Rauchhuhn
Das Rauchhuhn oder Rauchhenne bezeichnete die nach dem Rauch, das heißt der Feuerstelle der Familie oder des Haushaltes, bemessene Abgabe in Form eines Huhnes, die allgemein auch als Rauchgeld bezeichnet wurde.
So entschieden z. B. Albrecht, Bischof von Halberstadt, und sein Domkapitel 1322, dass die Bürger von Aschersleben von den nur umzugrabenden und nicht zu pflügendern Äckern nicht den üblichen Zehnt, sondern nur das so genannte Rauchhuhn abzuführen hätten.
Je nach der Jahreszeit der Fälligkeit und dem Zweck sind auch die Bezeichnungen Fastnachtshuhn, Feuerstätthuhn, Haushuhn, Herdhuhn, Hofstatthuhn, Kindbetthuhn, Rauchfall, Rauchhahn verwendet worden.
Vergleichbare Laudemnien waren z. B. in Preußen teilweise bis 1848 rechtlich möglich.